# 温兰子
温兰子（1954年1月—），女，汉族，广东梅县人，中华人民共和国政治人物，曾任广东省政协副主席，广东省妇女联合会主席、党组书记。